# Senior Service
Senior Service ist eine Zigarettenmarke des englischen Tabakkonzerns Gallaher Group, welcher seit April 2007 zu Japan Tobacco gehört.
Ihr Name ist der Spitzname der Royal Navy, das Markenlogo zeigt ein Segelschiff.
Die Marke wurde 1925 von der J. A. Pattreiouex Ltd. auf dem Markt eingeführt, welche 1937 durch die Gallaher Group erworben wurde.
Die Zigarette ist mit und ohne Filter sowie superking-sized erhältlich.